# Enclisis dichroma
Enclisis dichroma är en stekelart som beskrevs av Bordera och Hernandez-rodriguez 2003. Enclisis dichroma ingår i släktet Enclisis och familjen brokparasitsteklar. Inga underarter finns listade i Catalogue of Life.